# Vicente Osvaldo Cutolo
Vicente Osvaldo Cutolo (Buenos Aires, noviembre de 1922-Buenos Aires, 28 de junio de 2005) fue un biógrafo e historiador argentino contemporáneo.

## Biografía
Vicente Osvaldo Cutolo nació en la ciudad de Buenos Aires en noviembre de 1922. Estudió en el Colegio Nacional Mariano Moreno y se doctoró en derecho en la Facultad de Derecho de la Universidad de Buenos Aires con una tesis referida a la Historia de la enseñanza en la Facultad de Derecho. Si bien desempeñó una importante actividad académica (fue profesor de Historia Económica en la Facultad de Ciencias Económicas de la Universidad Nacional de Buenos Aires y desarrolló una notable labor docente en la desaparecida Universidad de Olivos, la de Belgrano, la de Morón y la del Salvador) sería en la investigación histórica donde destacaría.
Por sus investigaciones y publicaciones históricas en 1947 recibió el Premio Enrique Peña, de la Academia Nacional de la Historia de la República Argentina. Discípulo de Ricardo Levene y Raúl Alejandro Molina, admirador del historiador jesuita Guillermo Furlong, publicó El primer profesor de derecho civil de la Universidad de Buenos Aires y sus continuadores (1948), La Facultad de Derecho después de Caseros e Introducción al estudio del derecho (1952), Tomás Perón. Grandeza e infortunio de una vida (1953), Diccionario de alfónimos y seudónimos americanos (1962), Argentinos graduados en Chuquisaca (1963), Historiadores argentinos y americanos (1966), Apodos y denominativos en la historia argentina (1974), Manual de historia, económica y social (1976), Historia de las calles y sus nombres, Nuevo diccionario biográfico argentino (1750-1930) (obra monumental de siete tomos, publicados entre 1968 y 1986), Historia de los barrios de Buenos Aires (1996) y el Novísimo diccionario biográfico argentino, 1930-1980 (publicado en 2004).
Fue miembro de número de la Junta de Historia Eclesiástica Argentina, del Instituto Notarial Bonaerense (La Plata) y de la Sociedad de Historia de Rosario, de la Academia Mexicana de la Historia, la Academia Paraguaya de la Historia, la Sociedad Histórica y Geográfica de Sucre y de las Juntas de Estudios Históricos de las provincias de Mendoza, Catamarca, Santiago del Estero y Salta, así como de distintos barrios porteños.
En el 2000 recibió de la Legislatura de la Ciudad Autónoma de Buenos Aires el título de Historiador Porteño 2000. Falleció en Buenos Aires el 28 de junio de 2005. Sus restos fueron sepultados en el cementerio de la Chacarita.